# Juan Lozano
Pour les articles homonymes, voir Lozano.
Juan José Lozano Bohórquez, né le 30 août 1955 à Coria del Rio (Espagne), est un ancien footballeur espagnol. Il a fait l'essentiel de sa carrière en Belgique.

## Biographie
Alors qu'il était considéré comme un des meilleurs joueurs évoluant en Belgique, il eut son élan brisé, le 11 avril 1987, par un tacle du défenseur du KSV Waregem, Ivan Desloover. Le verdict : une double fracture de la jambe. Après cette grave blessure, Juan Lozano ne fut plus le même footballeur.
Au moment de son accident, il était proche de la récompense suprême pour un joueur évoluant en Belgique, le Soulier d'Or. Il ne l'eut pas. Il dut se consoler avec le titre de Footballeur Pro de l'année.
Juan Lozano n'a jamais joué en équipe nationale, ni pour l'Espagne ni pour la Belgique. Pourtant, il fut proche de jouer pour la Belgique. Sa naturalisation a été acceptée par les députés mais refusée par les sénateurs. Il ne put donc jouer la Coupe du monde 1982 en Espagne.

## Palmarès

### Avec le Beerschot
Coupe de Belgique : 1979

### Avec le RSC Anderlecht
- Champion de Belgique : 1981, 1986 et 1987
- Coupe de Belgique : 1988 et 1989
- Coupe UEFA : 1983

### Avec le Real Madrid
- Coupe UEFA : 1985

## Récompense individuelle
- Footballeur pro de l'année : 1987